# Mème
Pour les articles homonymes, voir Meme (homonymie).

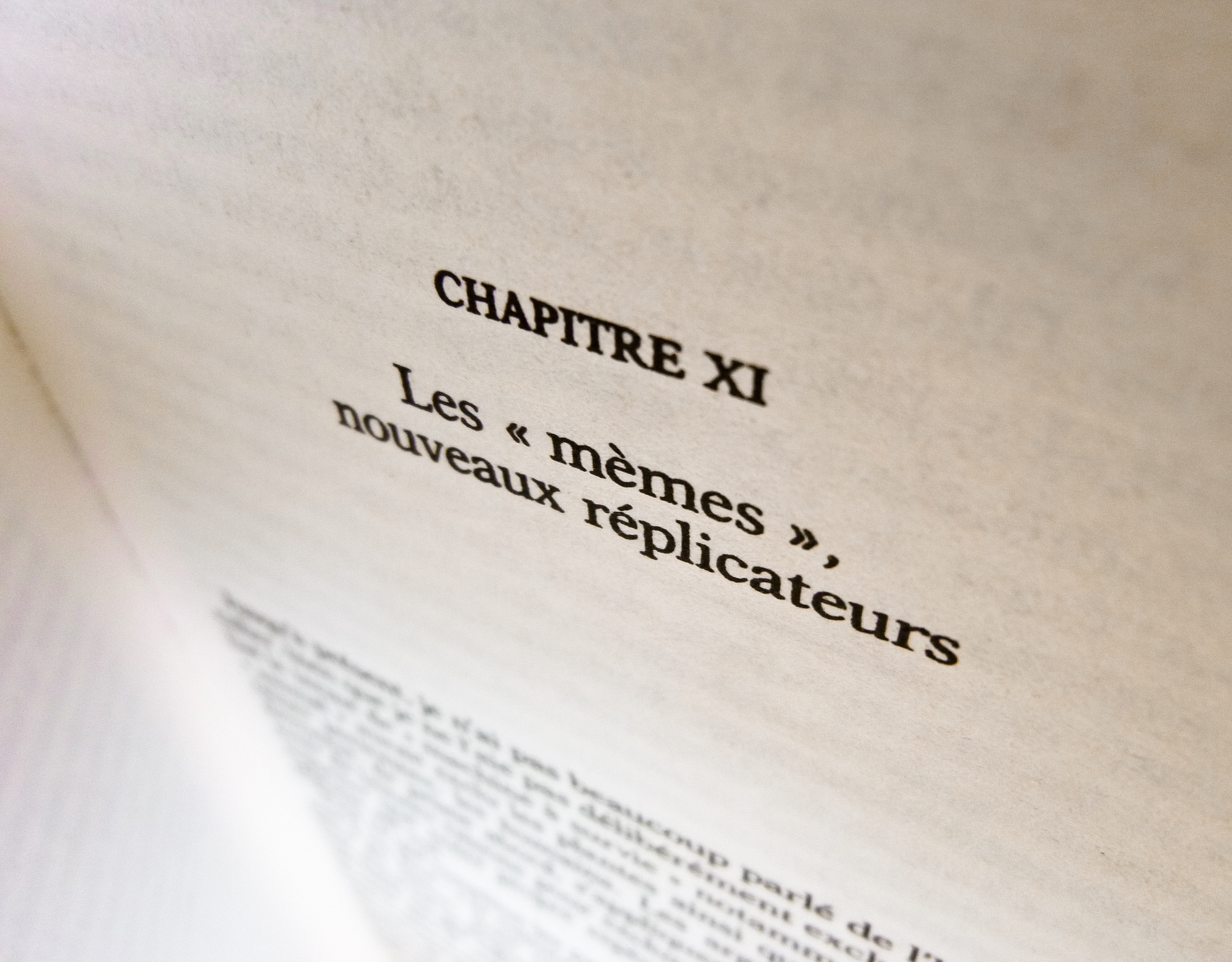
Le terme de « mème » a été proposé pour la première fois par le biologiste Richard Dawkins dans Le Gène égoïste (1976), ici dans sa traduction française (Laura Ovion, 2003).

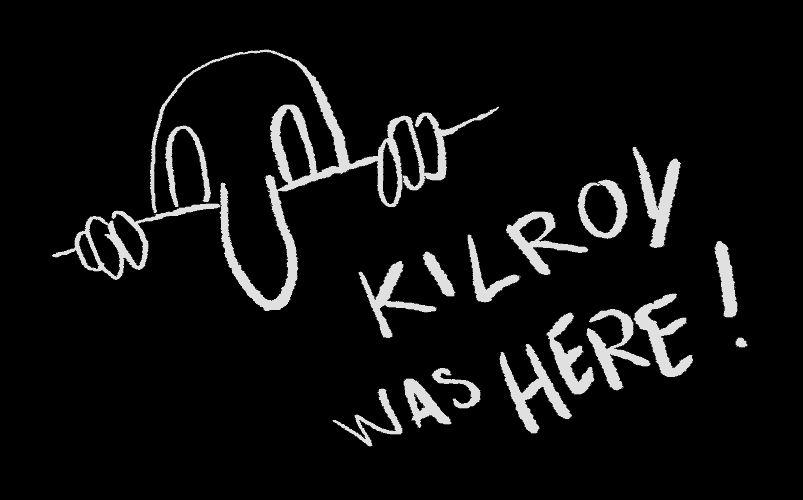
Le graffiti « Kilroy was here », devenu populaire dans les années 1940, existait sous des noms divers dans différents pays, montrant comment un mème peut être modifié grâce à la réplication.

Un mème [mɛm] (de l'anglais meme [miːm]  ; à ne pas confondre avec le français même) est un élément culturel reconnaissable, reproduit et transmis par l'imitation du comportement d'un individu par d'autres individus. L’Oxford English Dictionary définit le « meme » comme « un élément d'une culture (prise ici au sens de civilisation) pouvant être considéré comme transmis par des moyens non génétiques, en particulier par l'imitation ».
Le terme anglais meme est proposé en 1976 par Richard Dawkins dans Le Gène égoïste. Le biologiste l'a créé par contraction du grec μίμησις / mímêsis (« imitation ») et de l'anglais gene (« gène »). Dawkins décide aussi de retenir ce néologisme pour sa ressemblance avec le mot français « même » (bien que ce dernier ait une étymologie différente). Dawkins présente les mèmes comme des réplicateurs, comparables à ce titre aux gènes, responsables de l'évolution de certains comportements animaux et des cultures. En son sens le plus courant, le mème est un élément culturel qui se reproduit et se transmet.
L'étude des mèmes a donné naissance à une nouvelle discipline : la mémétique.

## Définition
Le mème est « un élément de langage reconnaissable et transmis par répétition d'un individu à d’autres ». La définition que donne Richard Dawkins correspond à une « unité d'information contenue dans un cerveau, échangeable au sein d'une société ». Elle résulte d'une hypothèse selon laquelle les cultures évolueraient comme les êtres vivants, par variations et sélection naturelle.
À l'instar du gène, le mème serait l'unité de base dans cette évolution. Mème et mémétique sont analogues à gène et génétique, appliqués aux éléments des cultures et non aux individus biologiques. Le mème serait l'unité cognitive échangeable, permettant la réplication au sein d'un milieu social de complexes mémiques, appelés mémotypes, dont les variations de structure constitueraient l'équivalent des mutations connues en biologie.
La manifestation de ce mémotype est alors le phémotype (terme utilisé par Robert Aunger), dont la distinction du mémotype est sujet à controverses, et conditionne le rattachement de l'évolution de ces entités à une évolution lamarckienne ou darwinienne. Les mèmes, éventuellement regroupés en complexes mémiques, ne se reproduisent pas au sein des individus mais suscitent leur copie en provoquant l'imitation du comportement qu'ils confèrent à l'individu les hébergeant, par d'autres individus. Leur « survie » est donc bâtie sur leur capacité à provoquer un comportement imitable, et se trouve donc soumise à une sélection.
William Seward Burroughs parle de communication virale pour la diffusion de bouche-à-oreille d'information et de concepts. Selon cette hypothèse, toute culture est constituée d'unités échangeables, qu'elle véhicule d'un individu à l'autre, et se maintient ainsi au travers du temps en subissant toutefois des variations. Leur rôle peut être banal (par exemple : marque très connue…) ou crucial pour la vie en société (par exemple : paradigme, protocole…). Un mème peut être largement répandu car il tend à se diffuser par lui-même une fois franchie une masse critique d'utilisateurs du terme (percolation).
Une définition stable du mème n'existe toujours pas clairement à ce jour. Selon les auteurs, la définition utilisée s'adapte le plus souvent à leurs propres travaux ou opinions. Une classification de ces différentes approches est apportée par les travaux de Pascal Jouxtel et la société francophone de mémétique :
- l'idée abstraite individuelle : le mème logique, comme instruction, choix, éthique personnelle, règle de conduite, algorithme ;
- l'idée abstraite collective : le mème symbolique, comme symbole, dogme, idéologie, valeur, lien communautaire ;
- l'objet concret individuel : le mème neuronal, comme schéma neuronal électrochimique ;
- l'objet concret collectif : le mème pratique, comme langage, organisation, trait culturel, convention, procédé, schéma fonctionnel.

## Critiques
La théorie de l'évolution des mèmes est calquée sur l'évolution des gènes. Une des critiques de cette théorie est le fait que cette analogie ne peut être entièrement appliquée. En effet, l'évolution des gènes repose sur la pression de la sélection naturelle, qui dépend plus ou moins du taux de mutation, alors qu'il n'y aurait aucune raison de penser que les mêmes rapports existeraient concernant les pressions de sélection sur les mèmes.
Luis Benitez-Bribiesca, détracteur de la mémétique, qualifie la théorie de « dogme pseudo-scientifique » et d'« idée dangereuse qui constitue une menace pour l'étude sérieuse de la conscience et de l'évolution socioculturelle ». De plus, Benitez-Bribiesca souligne l'absence d'un « code script » pour les mèmes (analogues à l'ADN des gènes), ainsi que l'instabilité excessive du mécanisme (celle d'une idée allant d'un cerveau à l'autre) qui conduirait à un faible taux de réplication correct et à un taux de mutation élevé, ce qui rend le processus d'évolution chaotique.
Le philosophe politique britannique John Gray caractérise la théorie mémétique sur la religion de Dawkins de « non-sens », il affirme que « ce n'est même pas une théorie... mais le dernier concept d'une succession de métaphores darwiniennes peu judicieuses », comparable à la valeur scientifique du dessein intelligent.
Une autre critique émane des théoriciens de la sémiotique comme Deacon et Kull. Leur vision considère le concept de « mème » comme le concept de « signe » rendu primitif. Le mème est ainsi décrit dans la mémétique comme un signe auquel il manque la nature triadique. Les sémioticiens peuvent considérer un mème comme un signe dégénéré qui inclut seulement son aptitude à être copié.
Fracchia et Lewontin considèrent la mémétique comme étant réductionniste et inadéquate. Le biologiste de l'évolution Ernst Mayr est en désaccord avec le point de vue de Dawkins fondé sur la génétique ainsi que son usage du terme « mème ». Il affirme que ce terme est un « synonyme non nécessaire » du mot « concept », et argue que les concepts ne sont pas restreints à un individu ou à une génération. Ces concepts pourraient perdurer et évoluer.